# A Very She and Him Christmas
A Very She & Him Christmas es un álbum navideño de 2011 por la banda de folk rock/indie She & Him, que consiste en la actriz y música Zooey Deschanel y el músico M. Ward. El álbum fue lanzado el 24 de octubre de 2011, y cuenta con varias versiones de clásicas canciones navideñas. El álbum de doce canciones es distribuido por Merge Records y el producto de cada disco vendido se donó a 826 National, una red sin fines de lucro de la escritura y centros de tutoría.
Su versión de «I'll Be Home for Christmas» fue ofrecido en el episodio navidadeño "The 23rd" de la serie de televisión New Girl, protagonizada por Zooey Deschanel.

## Recepción
En Metacritic, que asigna una calificación normalizada de 100 a comentarios de la prensa dominante, el álbum recibió una puntuación de 64, basado en 8 críticos, indicando comentarios "generalmente favorables".
PopMatters le dio al álbum una puntuación de 7/10, escrito que era "hermosa llanura" y que era "una grabación tranquila, sencilla y fácil de escuchar para sentarse y relajarse." Una revisión más mezclado de Pitchfork Media, dijo que las canciones estaban "muy bien", pero que She & Him "interpretó esto muy seguro."

## Lista de canciones
| N.º | Título                                   | Escritor(es)                      | Duración |  |
| 1.  | «The Christmas Waltz»                    | Sammy Cahn, Jule Styne            | 2:37     |  |
| 2.  | «Christmas Day»                          | Brian Wilson                      | 3:24     |  |
| 3.  | «Have Yourself a Merry Little Christmas» | Ralph Blane, Hugh Martin          | 3:42     |  |
| 4.  | «I'll Be Home for Christmas»             | Walter Kent, Kim Gannon, Buck Ram | 2:26     |  |
| 5.  | «Christmas Wish»                         | Joey Spampinato                   | 2:58     |  |
| 6.  | «Sleigh Ride»                            | Leroy Anderson, Mitchell Parish   | 2:44     |  |
| 7.  | «Rockin' Around the Christmas Tree»      | Johnny Marks                      | 2:00     |  |
| 8.  | «Silver Bells»                           | Jay Livingston, Ray Evans         | 1:57     |  |
| 9.  | «Baby, It's Cold Outside»                | Frank Loesser                     | 2:17     |  |
| 10. | «Blue Christmas»                         | Billy Hayes, Jay W. Johnson       | 3:24     |  |
| 11. | «Little Saint Nick»                      | Wilson, Mike Love                 | 2:10     |  |
| 12. | «The Christmas Song»                     | Bob Wells, Mel Tormé              | 2:26     |  |

## Personal
She & Him
- Zooey Deschanel – voz, piano, ukulele
- M. Ward – voz, guitarra, órgano

Personal adicional
- Jim Keltner – percusión
- Pierre de Reeder – Ingeniero, Percusión en "I'll Be Home for Christmas" and "Rockin' Around the Christmas Tree"
- Mike Post - Asistente de Ingeniero